# Nothomastix
Nothomastix és un gènere d'arnes de la família Crambidae descrit per William Warren el 1890.

## Taxonomia
- Nothomastix chromalis (Walker, 1866)
- Nothomastix klossi (Rothschild, 1915)
- Nothomastix obliquifascialis Hampson, 1896
- Nothomastix pronaxalis (Walker, 1859)
- Nothomastix pyranthes (Meyrick, 1894)